# Déduction logique
Pour les articles homonymes, voir déduction et raisonnement déductif.
La déduction logique est un type de relation que l'on rencontre en logique mathématique. Elle relie des propositions dites prémisses à une proposition dite conclusion et préserve la vérité. Prémisses et conclusion qui sont ainsi reliées par une règle de déduction, assurent que si la règle est valide et si les prémisses sont vraies, la conclusion est elle aussi vraie. On dit alors que la conclusion est une conséquence des prémisses, ou parfois que la conclusion vient des prémisses. L'analyse philosophique pose des questions comme « Dans quel sens une conclusion vient-elle des prémisses? » ou « Que signifie pour une conclusion d'être une conséquence de certaines prémisses ? ». La logique philosophique peut donc être définie comme la compréhension et l'analyse de la nature des conséquences logiques et de la vérité logique.
Une déduction logique est définie de manière à être à la fois nécessaire et formelle et est explicitée dans des domaines comme la théorie des modèles, qui permet de trouver des univers mathématiques dans lesquels la relation est utile et fournit un sens aux formules, et la théorie de la démonstration, qui fournit un cadre théorique pour sa définition de manière syntaxique. Une formule est une conséquence d'un ensemble d'autres formules, dans un langage, si et seulement si, en utilisant la logique elle-même (c'est-à-dire sans chercher à donner un sens aux formules) la formule doit être vraie si toutes les formules de l'ensemble des prémisses sont elles aussi vraies.
Les logiciens définissent précisément la déduction logique pour un langage formel {\displaystyle {\mathcal {L}}} en construisant un système déductif pour ce langage, ou alors en formalisant une interprétation des formules de ce langage qui leur donne une sémantique formelle. Alfred Tarski a déterminé trois conditions ou caractéristiques importantes que la relation de conséquence logique doit remplir :
1. la relation doit dépendre de la structure (en) (d'après la formule de Bertrand Russell), c'est-à-dire qu'elle ne doit pas dépendre du sens des termes mais doit rester valide si on remplace les mots par des variables ou par d'autres mots ;
2. elle doit être a priori et a posteriori, c'est-à-dire qu'il est possible de déterminer sa validité sans recourir à des preuves empiriques ou faire intervenir ses sens ;
3. elle doit avoir une composante modale[3].

## Vision formelle de la relation de déduction
La vision la plus répandue sur la manière de capter la relation de déduction et conséquence logique est de formaliser son problème, c'est-à-dire de le représenter dans un système formel inambigu et adapté. De cette manière, dire qu'une affirmation ou un fait est une conséquence logique d'autres affirmations dépend de la structure, aussi appelée forme logique (en) de l’affirmation, quelle que soit sa signification.
Les formalisations dites « syntaxiques » de la relation de déduction logique sont basées sur un ensemble de formules logiques, qui définissent l'univers mathématique sur lequel on va travailler et d'un ensemble de règles d'inférences, qui dictent les types de déduction que nous souhaitons pouvoir effectuer. La forme logique d'un argument valide est par exemple « Tous les {\displaystyle A} sont {\displaystyle B}. Tous les {\displaystyle C} sont {\displaystyle A}. Par conséquent, tous les {\displaystyle C} sont {\displaystyle B}. » Cet argument est formellement valide puisque toute instanciation des arguments, c'est-à-dire le remplacement des variables A, B et C par des formules logique concrètes de l'univers, est valide.
La structure de l’argumentation n'est parfois pas suffisante pour en déterminer la validité, par exemple dans le raisonnement suivant « Fred est le frère du père de François. Il est donc le neveu de Fred » utilise les notions frère, neveu, fils. La correction de ce raisonnement dépend de leur définition, que nous connaissons par expérience mais dont nous n'avons pas ici donné de définition précise. La relation de déduction, dans un système correctement formalisé, doit se suffire à elle-même et être vérifiable sans connaissance a priori. On passe ainsi, pour certains auteurs, d'une déduction dite matérielle à une déduction formelle.

## Propriétésa prioride la relation
Si nous sommes sûrs que {\displaystyle Q} découle logiquement de {\displaystyle P}, l’interprétation que l'on fait de P et de Q n’a pas d'importance. La connaissance du fait que {\displaystyle Q} est une conséquence de {\displaystyle P} ne peut pas être contredite par nos connaissances empiriques. Les argumentations déductives valides peuvent être montrées valides sans recours à l'expérience, il est donc indispensable qu’elles soient valables a priori. Le seul fait que les raisonnements soient présentés de manière formelle ne garantit cependant pas que la déduction soit effectuée sans a priori. Inversement, un raisonnement sans a priori peut être présenté sans formalisme. Nous pouvons donc considérer formalisme et validité a priori indépendants l’un de l’autre.

## Preuves et modèles
Les deux techniques principales pour définir une relation de déduction s'expriment en termes de preuves et de modèles. L'étude d'une logique peut se faire soit en termes purement syntaxiques, c'est-à-dire sans donner un sens aux formules de cette logique. On est alors dans le cadre d'une théorie de la démonstration de cette logique. L'autre approche est de donner un sens aux formules au moyen d'autres formalismes mathématiques, on définit alors la théorie des modèles de la logique associée.

### Déduction syntaxique
Une formule {\displaystyle A} est une conséquence syntaxique,,, à l'intérieur d'un système formel {\displaystyle {\mathcal {FS}}} d'un ensemble de formules {\displaystyle \Gamma } s'il existe une preuve formelle dans {\displaystyle {\mathcal {FS}}} de {\displaystyle A} à partir des formules de {\displaystyle \Gamma }.
{\displaystyle \Gamma \vdash _{\mathcal {FS}}A}
Ce type de conséquence se définit sans chercher à savoir ce que signifient les formules. Elle ne dépendent donc pas d'une interprétation du système formel FS.
On utilise dans ce cas le symbole ⊢.

### Conséquencesémantique
La théorie des modèles donne une manière de donner un sens aux formules logiques. Elle lie les formules de la logique et un autre système formel, qu'on appelle un modèle, au moyen d'une interprétation, qui peut par exemple faire correspondre les variables des formules logiques à des objets du système modèle.
Une formule {\displaystyle A} est une conséquence sémantique dans un système formel {\displaystyle {\mathcal {FS}}} d'un ensemble {\displaystyle \Gamma }
{\displaystyle \Gamma \models _{\mathcal {FS}}A,}
si et seulement s'il n’existe pas de modèle {\displaystyle {\mathcal {I}}} dans lequel toutes les formules de {\displaystyle \Gamma } sont vraies et {\displaystyle A} soit faux. En d'autres termes, si l’ensemble des interprétations qui rendent toutes les formules de {\displaystyle \Gamma } vraies est un sous-ensemble des interprétations qui vérifient {\displaystyle A}.
On utilise dans ce cas le symbole ⊨.